# Аэродромная улица (Москва)
Аэродро́мная у́лица (название утверждено 11 апреля 1964 года, прежнее название — у́лица Ми́ра) — улица в Северо-Западном административном округе города Москвы на территории района Южное Тушино. Нынешнее название связано с располагавшимся в этом же районе ранее Захарковским аэродромом. Пролегает от улицы Фабрициуса на юге до бульвара Яна Райниса на севере. Нумерация домов начинается от улицы Фабрициуса.

## Здания и сооружения
По нечётной стороне:
По чётной стороне:

## Транспорт
- Станция метро «Сходненская».